# Out of Our Minds (singolo)
Out of Our Minds è il primo singolo dell'omonimo album di Melissa Auf der Maur, pubblicato nel 2010.

## Il brano
Questo brano è stato scritto con il suo collaboratore di vecchia data Jordon Zadorozny e il batterista Vince Nudo dei Priestess. Si trova sulla seconda traccia dell'album.
È stato anche possibile scaricare liberamente una versione digitale dal suo sito ufficiale.
La versione dell'album è stata registrata nel corso del 2007 in vari studi di registrazione del Nord America.

In un'intervista al "The Dumbing of America" la stessa Melissa ha spiegato come è stata composto il brano:
(Melissa Auf der Maur, "the dumbing of america")
Il singolo è stato distribuito alle stazioni radio degli Stati Uniti e del Canada nel novembre 2009, e successivamente a quelle europee nei primi mesi del 2010. A differenza dei singoli tratti dal precedente Auf der Maur non ha ottenuto piazzamenti in classifica.

## Video
Nel video musicale diretto da Tony Stone sono trattati gli stessi temi del cortometraggio omonimo OOOM, è stato presentato sul suo sito ufficiale il 12 gennaio del 2010. Nel video Melissa ha un incidente d'auto in un'oscura foresta con alberi che sanguinano, dove in un fiume ritrova un elmo vichingo. Le riprese sono state fatte nei boschi di in un terreno di proprietà di Tony e della sua famiglia nel Vermont, così si sono sentiti liberi di fracassare auto, tagliare alberi e giocare con il fuoco.

## Tracce
Vinile 7" in edizione limitata
1. Out of Our Minds – 4:34
2. Lead Horse – 3:48

CD promozionale (Europa)
1. Out of Our Minds (Radio Edit) – 3:54

## Formazione
Hanno partecipato alle registrazioni, secondo le note dell'album:

### Musicisti
- Melissa Auf der Maur – voce, basso, chitarra
- Jordon Zadorozny – chitarra
- Vince Nudo – chitarra, batteria

### Tecnici
- Jordon Zadorozny – produzione, ingegneria del suono
- Melissa Auf der Maur – produzione
- Alan Moulder – missaggio